# The Only Thing That Looks Good on Me Is You
The Only Thing That Looks Good on Me Is You è una canzone del cantante canadese Bryan Adams pubblicata nel 1996.
Il brano è stato il primo singolo estratto dal settimo album di Adams 18 til I Die del 1995. Il singolo ha raggiunto la posizione numero sei nel Regno Unito, ma soltanto la 52 negli Stati Uniti. Nel 1997, Adams è stato nominato per il Grammy Award alla miglior interpretazione vocale rock maschile per la canzone. Adams è stato anche nominato per un Juno Award come miglior produttore lo stesso anno.
Le case di moda Armani, Gucci e Versace sono citate nel testo del brano.

## Video clip
Il video prodotto per The Only Thing That Looks Good on Me Is You, diretto da Matthew Rolston, mostra diversi modelli, uomini e donne danzare su una passerella vestiti con abiti succinti e provocatori. Bryan Adams invece è mostrato seduto su un gabinetto di fronte allo specchio, mentre cerca di sistemare i propri capelli. Una immagine di questo video è utilizzata come copertina del disco 18 til I Die. Il video è stato nominato per i MTV Video Music Awards 1996. Il video musicale viene mostrato nel film del 1997 L'angolo rosso - Colpevole fino a prova contraria  con Richard Gere.

## Tracce
CD Single
1. The Only Thing That Looks Good on Me Is You [Single Version] - 3:24
2. Hey Elvis - 3:23

CD Maxi
1. The Only Thing That Looks Good on Me Is You (Album version)
2. The Only Thing That Looks Good on Me Is You (Single version)
3. I Want It All
4. Hey Elvis

## Classifiche

### Classifiche settimanali
| Classifica (1996)           | Posizione massima |
| --------------------------- | ----------------- |
| Australia                   | 19                |
| Austria                     | 17                |
| Belgio (Fiandre)            | 30                |
| Canada                      | 1                 |
| Canada (adult contemporary) | 4                 |
| Europa                      | 13                |
| Finlandia                   | 9                 |
| Francia                     | 38                |
| Germania                    | 44                |
| Irlanda                     | 26                |
| Islanda                     | 20                |
| Italia                      | 17                |
| Nuova Zelanda               | 37                |
| Paesi Bassi                 | 21                |
| Polonia                     | 5                 |
| Regno Unito                 | 6                 |
| Regno Unito (physical)      | 6                 |
| Regno Unito (rock)          | 1                 |
| Repubblica Ceca             | 4                 |
| Scozia                      | 6                 |
| Stati Uniti                 | 52                |
| Stati Uniti (adult)         | 26                |
| Stati Uniti (mainstream)    | 29                |
| Svezia                      | 24                |
| Svizzera                    | 5                 |
| Ungheria                    | 5                 |

### Classifiche di fine anno
| Classifica (1996)           | Posizione |
| --------------------------- | --------- |
| Australia                   | 81        |
| Canada                      | 18        |
| Canada (adult contemporary) | 29        |